# Maik Wilde
Maik Wilde (* 14. August 1972) ist ein ehemaliger deutscher Fußballspieler.

## Laufbahn
Wilde spielte als Jugendlicher bei den Vereinen SV Sereetz und 1. FC Phönix Lübeck, 1990 wechselte er zum VfB Lübeck. Er wurde in die deutsche Jugendnationalmannschaft berufen. Er spielte zunächst in der A-Jugend des VfB und gehörte ab 1991 als Ersatztorhüter zum Lübecker Aufgebot in der Verbandsliga Schleswig-Holstein.
Der Durchbruch als Stammtorwart beim VfB gelang ihm im Spieljahr 1993/94, mittlerweile in der Oberliga. In der Saison 1994/95 schaffte er mit Lübeck den Aufstieg in die 2. Fußball-Bundesliga. Von 1995 bis 1997 stand der 1,88 Meter große Wilde in der 2. Bundesliga in 68 Spielen zwischen den Pfosten, in der Spielzeit 1996/97 ereilte ihn und seine Mannschaft der Zweitligaabstieg. In der Regionalliga-Saison 1997/98 kämpfte er mit Frank Böse um den Stammplatz im Lübecker Tor. Böse erhielt den Vorzug, Wilde verließ den Verein 1998 und schloss sich dem FC Schönberg 95 (Oberliga) an. Wilde stand im August 2000 in der ersten Runde des DFB-Pokals mit Schönberg dem FC Bayern München gegenüber. Er verlor die Begegnung mit seiner Mannschaft mit 0:4.
Er ging 2001 von Schönberg zum VfB Lübeck zurück, mit dem ihm 2002 ein zweites Mal der Aufstieg in die 2. Bundesliga gelang. Wilde blieb dort zunächst die Nummer eins, im Laufe der Saison 2003/04 musste er diese Stellung an Carsten Wehlmann abtreten, stand nach dessen Verletzung wieder im Kasten, stieg mit dem VfB 2004 jedoch aus der 2. Bundesliga ab. Mitte März 2004 stand Wilde für Lübeck gegen Werder Bremen im Halbfinale des DFB-Pokals im Tor, das Spiel ging mit 2:3 nach Verlängerung gegen den Bundesligisten verloren. Insgesamt bestritt Wilde 115 Zweitligapartien für Lübeck.
Im Amateurbereich spielte der Torhüter noch für den NTSV Strand 08 sowie bis 2011 für den FC Haddeby (beziehungsweise FC Sylt), zuletzt in der Schleswig-Holstein-Liga. Im Juni 2011 wurde Wilde als Torwarttrainer des VfB Lübeck vorgestellt. Aufgrund beruflicher Verpflichtungen übte Wilde diese Tätigkeit nur in der Saison 2011/12 aus, 2014 wurde er Co-Trainer des FC Dornbreite (Schleswig-Holstein-Liga).